# Olea welwitschii
Pour des articles plus généraux, voir Oleaceae et Olea.
Espèce
Classification phylogénétique
Olea welwitschii (Knobl.) Gilg & Schellemb. est une espèce d appartenant au genre Olea. C'est un olivier qui pousse en Afrique australe principalement où il est supposé être une espèce spontanée et indigène.

## Description botanique

### Description du type
Selon le travail de P.S. Green, la description du type botanique est publiée dans « Bot. Jahr. Syst. 51 : 76 (1913) ; Turrill dans Fl. Trop. E. Afr., Oleaceae 12 (1952) ; Liben in Fl. Afr. Centr., Oleaceae 24, t. 6 (1973). »

### Appareil végétatif
C'est un arbre pouvant atteindre 35 m de hauteur. Les feuilles sont assez coriaces, les pétioles minces, de 1,7 à 4 cm de longueur. Le limbe est lancéolé à elliptique, parfois étroit, de (7 -)8 à 12(- 17) cm de longueur sur (2.5 -)3,5 à 5(- 6) cm de largeur, la base obtuse à aigüe, légèrement atténuée vers le pétiole, l'apex est long aigu-acuminé. Les nervures primaires sont au nombre de 7 à 9 de chaque côté de la nervure centrale, légèrement saillante au-dessus et en dessous, la nervuration est sombre.

### Appareil reproducteur

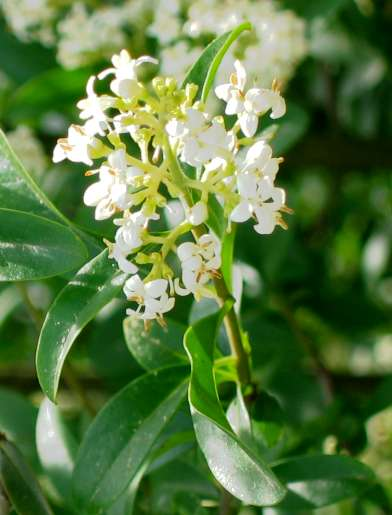
Inflorescence d'Oleacée en panicule.

Les inflorescences sont terminales, paniculées de (5 -)8 à 15 cm de longueur. Les fleurs sont nombreuses, les pédicelles mesurent 0,5 à 3 mm de longueur. Le calice mesure 1 mm de longueur, les lobes sont largement triangulaires, de 0,5 mm de longueur. La corolle est un tube de 1 mm de long, les lobes sont triangulaires-ovales, de 2 mm long, réfléchis à l'anthèse. Les étamines sont exsertées, les filaments mesurant 0,5 mm de long, les anthères sont ellipsoïdes, de 1 mm de long. L'ovaire est globuleux, mesurant 0,5 mm de longueur. Le style, y compris un stigmate ovoïde mesure 0,5 mm de long.
Les fruits sont des drupes ovoïdes-ellipsoïdes mesurant 10 à 12 mm par 6 à 7 mm.

### Répartition
- Afrique :
  - Afrique orientale tropicale :
    - Kenya : forêt de Kakamega,
    - Tanzanie : Kigoma distr., Monts de Mahali, Ujamba,
    - Ouganda : Bunyoro distr., Forêt de Bugoma.

  - Afrique australe tropicale :
    - Angola : Luanda, Cazengo,
    - Malawi : réserve de Ntchisi,
    - Mozambique : Beira, Cheringoma, Manica e Sofala, Mavita,
    - Zambie : Mwinilunga (distr.), Zambèze,
    - Zimbabwe.

## Taxonomie
Selon Flora Zambeziaca, Olea welwitschii serait un synonyme d'Olea capensis L.. La révision du genre Olea par P.S. Green (2002) en fait un taxon bien délimité, à part entière.

### Synonymes botaniques
- Mayapea welwitschii Knobl., Bot. Jarhb. Syst. 17:530 (1893). Type Angola, Welwitsch 945 (B, †; isotype BM).
- Linociera welwitschii (Knobl.) Baker in Fl. Trop. Afr. 4:20 (1902).
- Osmanthus welwitschii (Knobl.) Knobl., Notizbl. Bot. Gart. Berlin-Dahlem 11:1031 (1934).
- Steganthus welwitschii (Knobl.) Knobl., Notizbl. Bot. Gart. Berlin-Dahlem 12:116 (1936).
- Olea mussolinii Chiov., Atti Reale Acad. Italia, Mem. Cl. Sci. Fis. VI 11 (Pl. Nov. Aethiop.): 48 (1940).
- O. capensis subsp. welwitschii (Knobl.) Friis é P.S. Green, Kew Bull. 41:36 (1986).